# Alphonsea squamosa
Thâu lĩnh vảy, an phong tróc vảy (danh pháp hai phần: Alphonsea squamosa) là một loài thực vật thuộc chi Thâu lĩnh, họ Na. Sinh sống ở độ cao 1.500-2.300 m tại Trung Quốc (các tỉnh Vân Nam, Quảng Tây) và Việt Nam. Thường gặp trong các khe núi.